# Pardosa leprevosti
Pardosa leprevosti är en spindelart som beskrevs av Cândido Firmino de Mello-Leitão 1947. 
Pardosa leprevosti ingår i släktet Pardosa och familjen vargspindlar. Inga underarter finns listade i Catalogue of Life.